# Drontermeer
Le Drontermeer est un lac de bordure des Pays-Bas, entre le Ketelmeer au nord et le Veluwe au sud dont il est séparé par une écluse.
Le lac fait 467 hectares et a une profondeur moyenne de 1,25 mètre. Trois îles se trouvent dans ce lac, dont l'une est habitée Eekt, les deux autres sont laissées dans leur état naturel, Abbert et Reve. Il s'étend de Elburg à Kampen et borde le Flevoland.
La navigation est difficile parce que ce lac est étroit, bordé d'arbres et venteux. 
Sous le Drontermeer tunnel appelé le Drontermeertunnel long de 790 mètres est en construction, il devrait être achevé en 2012.